# Rotaldo
Le Rotaldo est un modeste cours d’eau de la Province d'Asti (Italie), qui s'écoule presque entièrement dans la Province d'Alexandrie.

## Description
Le Rotaldo naît en province d’Asti près de la commune de Grazzano Badoglio, à 264 m d’altitude, avec le nom de Laio. Près de la commune de Occimiano (AL) il prend le nom de Rotaldo et entre en plaine avec un cours sinueux jusqu’à sa confluence sur la rive droite du Pô près de la Loc. Rivalba de Valmacca.
Son faible débit de 1,6 m3/s est dû aux eaux de pluie qu’il recueille sur les collines du Montferrat septentrional.

## Sources
- (it) Cet article est partiellement ou en totalité issu de l’article de Wikipédia en italien intitulé « Rotaldo » (voir la liste des auteurs).